# サンシャインツアー
サンシャインツアー（Sunshine Tour）は、南アフリカのプロゴルフツアーである。1972年に設立。2009年以降PGAツアー国際連盟に加盟。

## 主な大会
- ヨハネスブルグオープン（ヨーロピアンツアーとの合同開催）
- アフリカオープン（ヨーロピアンツアーとの合同開催）
- ツワネオープン（ヨーロピアンツアーとの合同開催）
- ボーダコム選手権
- 南アフリカプロゴルフ選手権
- ナミビアプロゴルフ選手権
- 南アフリカオープン選手権（ヨーロピアンツアーとの合同開催）
- アルフレッド・ダンヒル選手権（ヨーロピアンツアーとの合同開催）
- ネッドバンク・ゴルフチャレンジ（ヨーロピアンツアーとの合同開催）
- ザ・ネルソン・マンデラチャンピオンシップ presented by ISPSハンダ（ヨーロピアンツアーとの合同開催。2012年度、2013年度）

## 歴代賞金王
| 年度    | 賞金王                     | 出身国           | 獲得賞金 (R) |
| ------- | -------------------------- | ---------------- | ------------ |
| 2015年  | ジョージ・クッツェー       | 南アフリカ共和国 | 5,470,684    |
| 2014    | トーマス・エイケン         | 南アフリカ共和国 | 4,057,641.50 |
| 2013    | ダウィー・バンデルウォルト | 南アフリカ共和国 | 5,094,333.00 |
| 2012    | ブランデン・グレース       | 南アフリカ共和国 | 2,760,319.00 |
| 2011    | ガース・マルロイ           | 南アフリカ共和国 | 3,464,463.00 |
| 2010    | シャール・シュワーツェル   | 南アフリカ共和国 | 5,097,913.58 |
| 2009    | アンダース・ハンセン       | デンマーク       | 4,286,038.20 |
| 2008    | リチャード・スターン       | 南アフリカ共和国 | 5,599,264.60 |
| 2007    | ジェームス・キングストン   | 南アフリカ共和国 | 1,980,688.65 |
| 2006/07 | シャール・シュワーツェル   | 南アフリカ共和国 | 1,585,117.41 |
| 2005/06 | シャール・シュワーツェル   | 南アフリカ共和国 | 1,207,459.70 |
| 2004/05 | シャール・シュワーツェル   | 南アフリカ共和国 | 1,635,850.44 |
| 2003/04 | ダレン・フィチャート       | 南アフリカ共和国 | 726,544.74   |
| 2002/03 | トレバー・イメルマン       | 南アフリカ共和国 | 2,044,279.45 |
| 2001/02 | ティム・クラーク           | 南アフリカ共和国 | 1,669,900.71 |
| 2000/01 | マーク・マクナルティ       | ジンバブエ       | 1,603,481.36 |
| 1999/00 | ダレン・フィチャート       | 南アフリカ共和国 | 558,735.17   |
| 1998/99 | デビッド・フロスト         | 南アフリカ共和国 | 1,189,761.60 |
| 1997/98 | マーク・マクナルティ       | ジンバブエ       | 589,052.50   |
| 1996/97 | マーク・マクナルティ       | ジンバブエ       | 556,226.57   |
| 1995/96 | ウェイン・ウェストナー     | 南アフリカ共和国 | 709,388.66   |
| 1994/95 | アーニー・エルス           | 南アフリカ共和国 | 460,488.35   |
| 1993/94 | トニー・ジョンストン       | ジンバブエ       | 297,358.75   |
| 1992/93 | マーク・マクナルティ       | ジンバブエ       | 250,079.16   |
| 1991/92 | アーニー・エルス           | 南アフリカ共和国 |              |
| 1990/91 | ジョン・ブランド           | 南アフリカ共和国 |              |
| 1989/90 | ジョン・ブランド           | 南アフリカ共和国 |              |
| 1988/89 | トニー・ジョンストン       | ジンバブエ       |              |
| 1987/88 | ジョン・ブランド           | 南アフリカ共和国 |              |
| 1986/87 | マーク・マクナルティ       | ジンバブエ       |              |
| 1985/86 | マーク・マクナルティ       | ジンバブエ       |              |
| 1984/85 | マーク・マクナルティ       | ジンバブエ       |              |
| 1983/84 | Gavan Levenson             | 南アフリカ共和国 |              |
| 1982/83 | ニック・プライス           | ジンバブエ       |              |
| 1981/82 | マーク・マクナルティ       | ジンバブエ       |              |
| 1980/81 | マーク・マクナルティ       | ジンバブエ       |              |
| 1979/80 | ゲーリー・プレーヤー       | 南アフリカ共和国 |              |
| 1978/79 | ヒュー・バイオッチ         | 南アフリカ共和国 |              |
| 1977/78 | ジョン・ブランド           | 南アフリカ共和国 |              |
| 1976/77 | ゲーリー・プレーヤー       | 南アフリカ共和国 |              |
| 1975/76 | アラン・ヘニング           | 南アフリカ共和国 |              |
| 1974/75 | アラン・ヘニング           | 南アフリカ共和国 |              |
| 1973/74 | ヒュー・バイオッチ         | 南アフリカ共和国 |              |
| 1972/73 | ボビー・コール             | 南アフリカ共和国 |              |